# Centrosema floridanum
Centrosema floridanum là một loài thực vật có hoa trong họ Đậu. Loài này được (Britton) Lakela miêu tả khoa học đầu tiên.